# Dicranota (Eudicranota) yonahlossee
Dicranota (Eudicranota) yonahlossee is een tweevleugelige uit de familie Pediciidae. De soort komt voor in het Nearctisch gebied.